# Eugenio Lucas Velázquez
Pour les articles homonymes, voir Lucas et Velasquez (homonymie).
Eugenio Lucas y Padilla, dit Eugenio Lucas Velázquez, né à Madrid le 9 février 1817 et mort dans la même ville le 11 septembre 1870, est un peintre espagnol.

## Biographie
Élève de l'Académie San Fernando de Madrid, Eugenio Lucas admirait particulièrement l'art de Diego Velázquez, Esteban Murillo et Francisco Goya. S'il doit son surnom au premier, c'est le dernier de ces grands peintres qui joua le rôle le plus important dans l'œuvre de Lucas. Il était en effet un des plus talentueux suiveurs (avec Leonardo Alenza) de Goya, dont il possédait parfaitement la touche rapide et les empâtements, et dont il partageait également la fascination pour les aspects les plus sombres et les plus archaïques de la civilisation ibérique, comme l'Inquisition, le banditisme ou la tauromachie. Plusieurs œuvres de Lucas ont d'ailleurs été attribuées à Goya.
Ses voyages, au Maroc notamment, influencèrent ses paysages et ses tableaux orientalistes.
Il épousa une sœur d'un autre peintre romantique madrilène, Jenaro Pérez Villaamil.
En 1851, il fut nommé peintre de la chambre du roi et chevalier de l'ordre de Charles III. En 1855, il exposa certaines de ses œuvres à l'Exposition universelle de Paris.
Son fils, Eugenio Lucas y Villaamil (1858-1918), se consacra également à l'art pictural.

## Œuvre
Liste non exhaustive, par ordre chronologique.
- Vue d'un estuaire avec des pêcheurs et un château imaginaire (1848), huile sur laiton, 51 × 65 cm, Castres, musée Goya
- Chasseur (vers 1850), huile sur toile, 216 × 153 cm, musée du Prado[1]
- La Tienta, ou le picador sur le champ (vers 1850), huile sur toile, 48 × 66 cm, Fondation Lázaro Galdiano, Madrid[2]
- Allégorie de l'automne ou de la cascade (1850-1855), huile sur toile, 66 × 47 cm, Fondation Lázaro Galdiano, Madrid[3]
- Majas et moines dans une gargote (1850-1870), huile sur toile, 37 × 46 cm[4]
- Le Sermon : Vous êtes condamnés ! (1850-1870), huile sur étain, 36 × 51 cm, Fondation Lázaro Galdiano, Madrid[5]
- Scène de l'Inquisition, 1851, Paris, musée du Louvre
- L'Arène divisée, 1853, Musée national des beaux-arts de Cuba
- Une tour en ruine (1853), huile sur toile, 40 × 31 cm, Fondation Lázaro Galdiano, Madrid[6]
- La Pique (Suerte de varas) (vers 1855), huile sur toile, 56 × 77 cm, musée du Prado[7]
- L'Extrême onction (1855-1859), huile sur toile, 73 × 106 cm, Castres, musée Goya[8]
- Autoportrait, vers 1855-1860, Fondation Lázaro Galdiano, Madrid[9]
- Les Croisés devant Jérusalem (1855-1870), huile sur toile, 51 × 66 cm, Fondation Lázaro Galdiano, Madrid[10]
- La Diligence sous l'orage (1856), huile sur toile, 49 × 63 cm, Castres, musée Goya[11]
- Gran corrida de toros y cucaña, 1860, Musée national des beaux-arts de Cuba
- Course de taureau (1860) huile sur toile, 26 × 30 cm, Castres, musée Goya[12]
- Condamnée par l'Inquisition (vers 1860), huile sur toile, 77 × 91 cm, musée du Prado[13]
- Autoportrait (vers 1860), huile sur toile, 75 × 62 cm, musée du Prado[14]
- Pèlerinage à l'ermitage de Saint-Isidore (vers 1861), huile sur toile, 92 × 124 cm, Fondation Lázaro Galdiano, Madrid[15]
- Jeu de la cape dans un village (1861), huile sur toile, 81 × 106 cm, Fondation Lázaro Galdiano, Madrid[16]
- Pèlerinage dans un ermitage (1861), Fondation Lázaro Galdiano, Madrid[17]
- Paysage avec des contrebandiers (1861), huile sur toile, 110 × 156 cm, Fondation Lázaro Galdiano, Madrid[18]
- Contrebandiers dans un bois (1861), huile sur toile, 62 × 51 cm[19]
- La Liberté guidée par l'Église (1861), huile sur toile, 78 × 60 cm, Fondation Lázaro Galdiano, Madrid[20]
- Majas au balcon (1862), huile sur toile, 108 × 81 cm, musée du Prado[21]
- La Révolution (vers 1865), huile sur toile, 124 × 158 cm, musée du Prado[22]
- La Maja (1867), huile sur toile, Fondation Lázaro Galdiano, Madrid[23]
- La Fusillade (1869), huile sur toile, 58 × 79 cm, Castres, musée Goya (1869)[24]

Dates non documentées
- Le 2 mai, Musée des beaux-arts de Budapest
- Course de taureau, Remiremont, musée Charles-Friry
- C'est ce qui s'appelle lire, Paris, musée du Louvre
- La Présentation du nouveau-né, Musée des beaux-arts de Lyon
- Le Garrot, huile sur bois, 51 × 38 cm et La Procession, huile sur toile, 40 × 53 cm, Musée des beaux-arts d'Agen[25]
- Corrida de toros en un pueblo, Musée national des Beaux-Arts (Argentine)
- Brigands dans une caverne, huile sur panneau, 51 × 38 cm, Collection privée, Vente Couturier Nicolay 1990[26]

## Galerie de photographies des œuvres

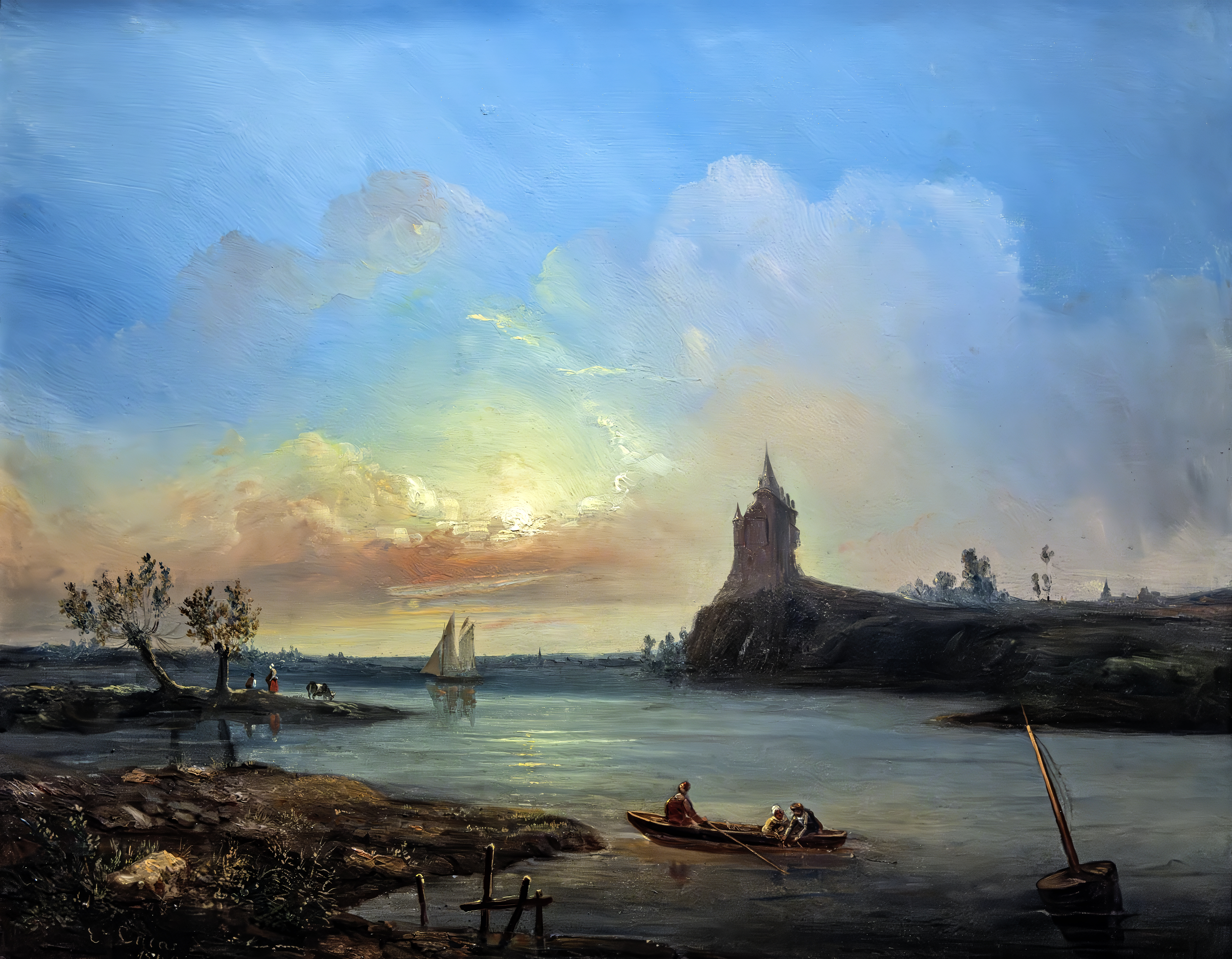
Vue d'un estuaire avec des pêcheurs et un château imaginaire (1848), huile sur laiton Musée Goya
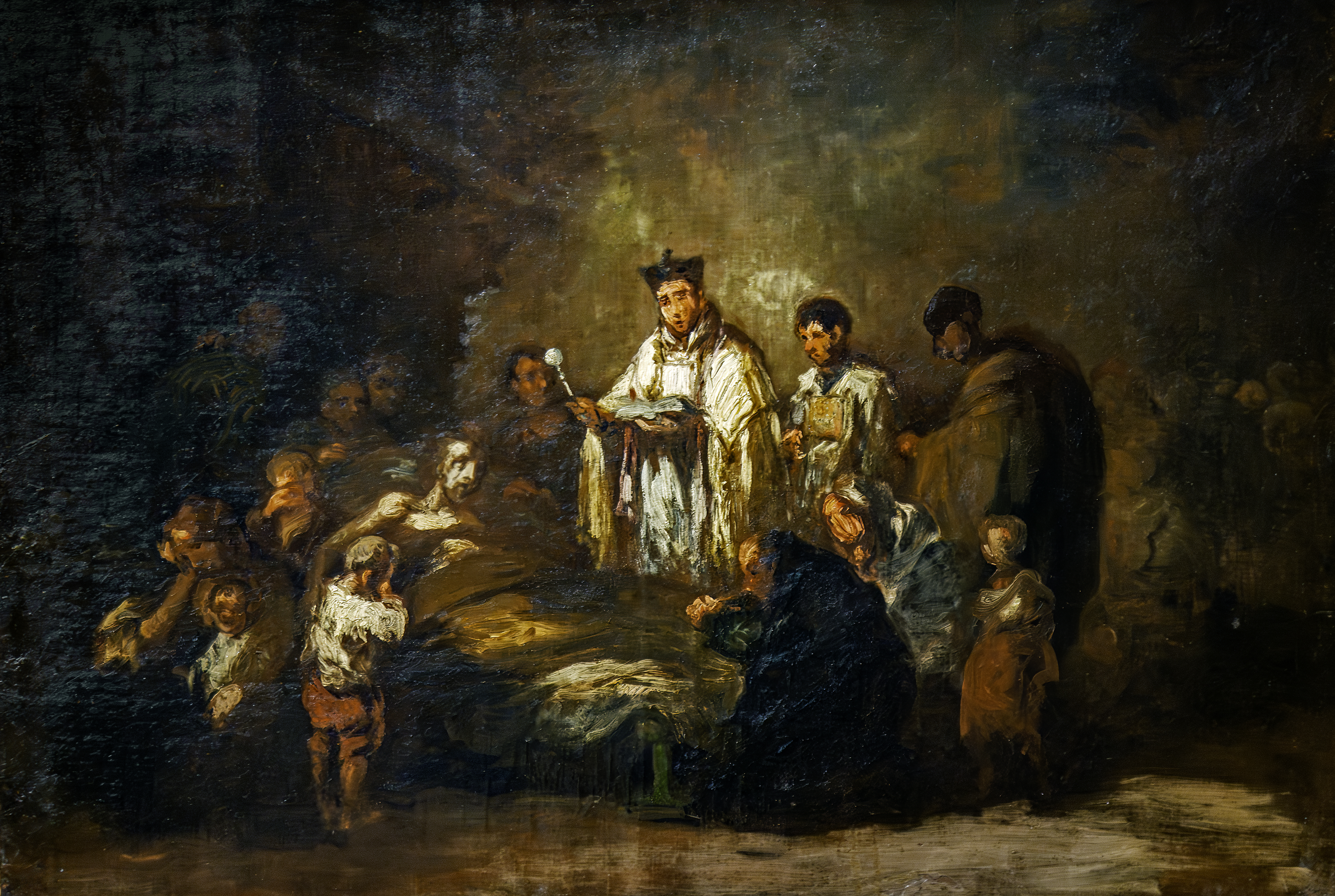
L'Extrême-onction (1855) Musée Goya
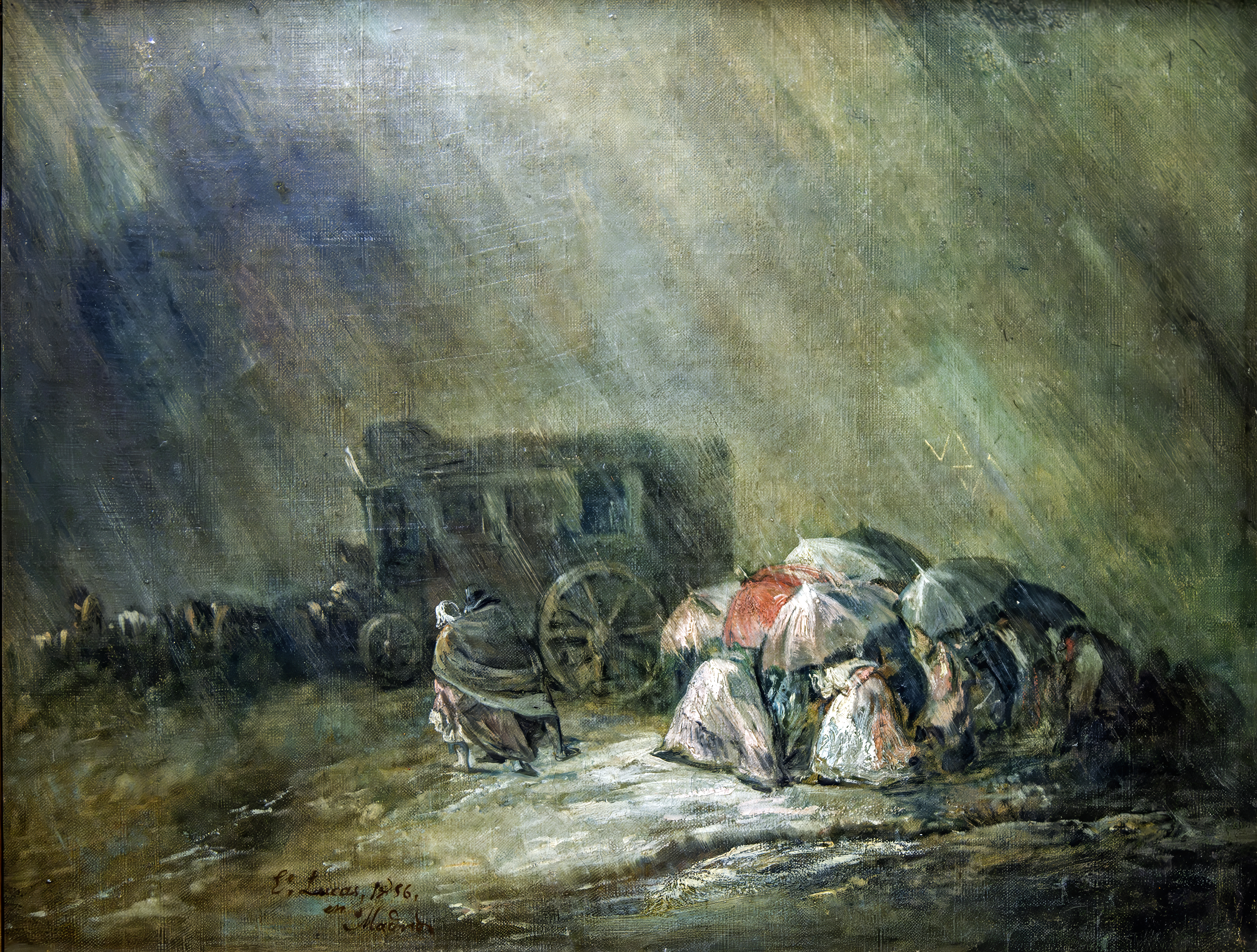
La Diligence sous l'orage (1856)  Musée Goya
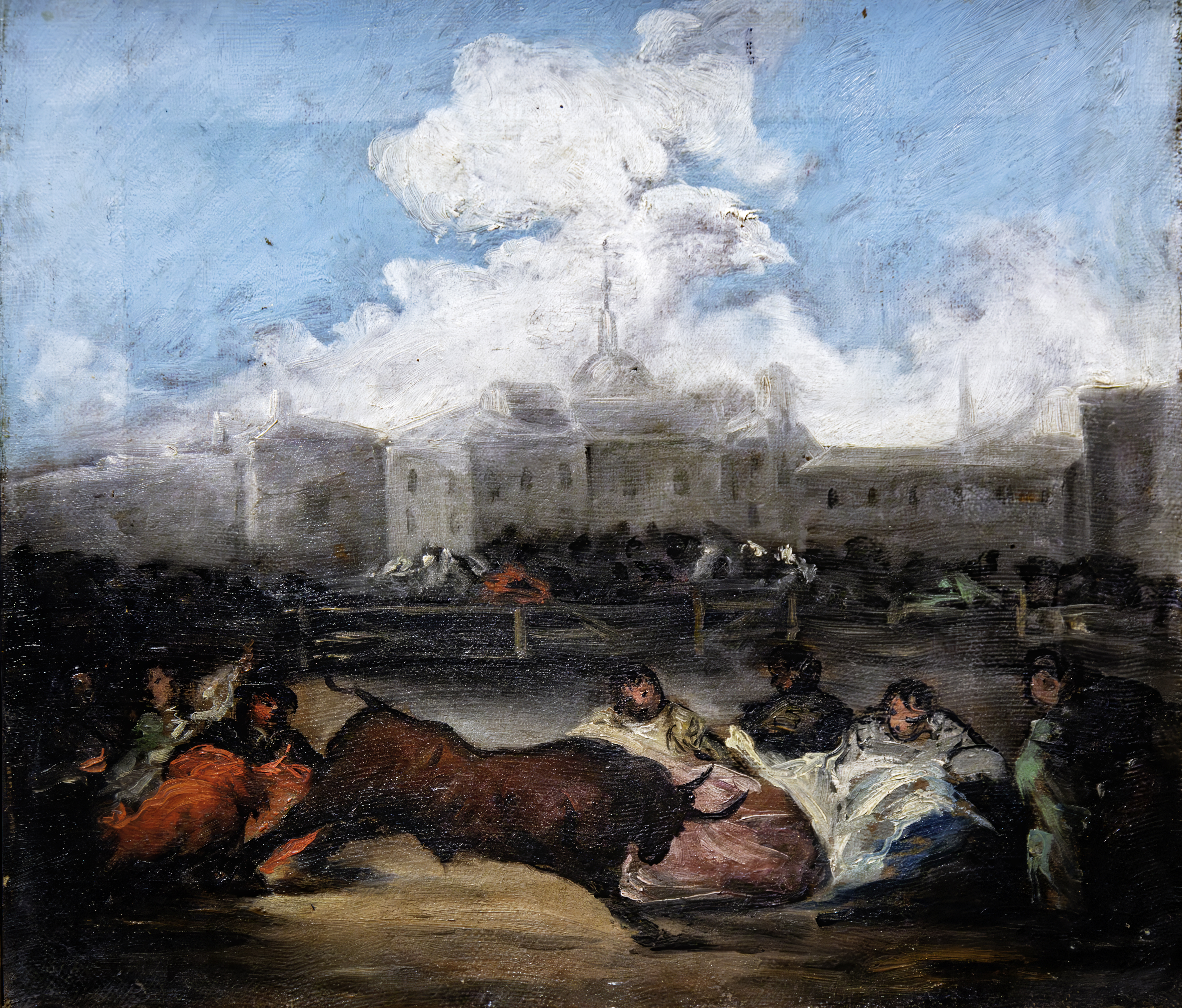
Course de taureau (1860)  Musée Goya
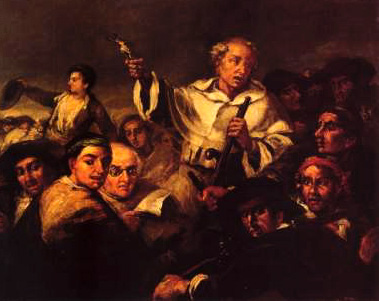
Revolución (1862), Madrid, musée du Prado.
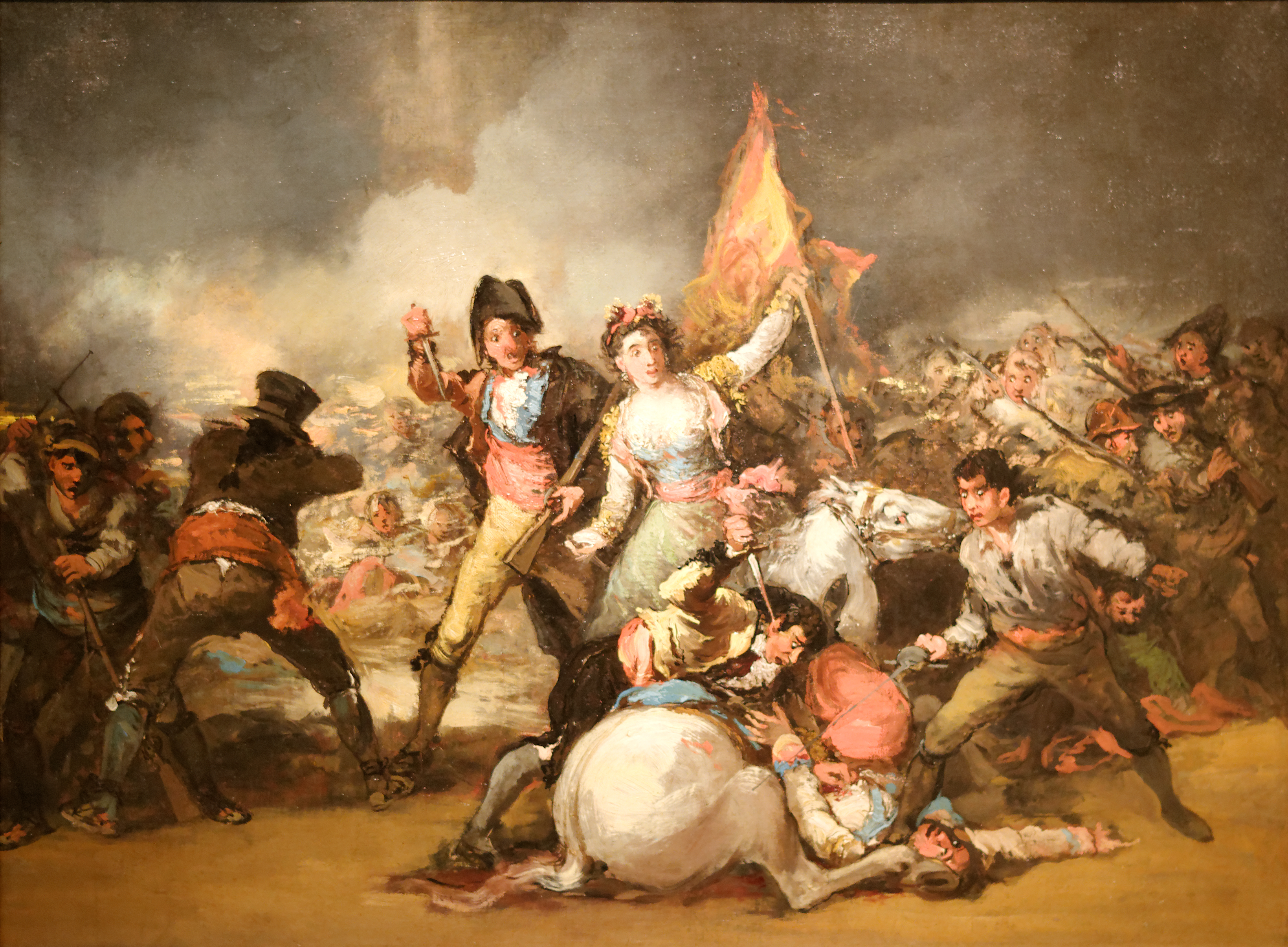
Le 2 mai (1869), musée des beaux-arts de Budapest.
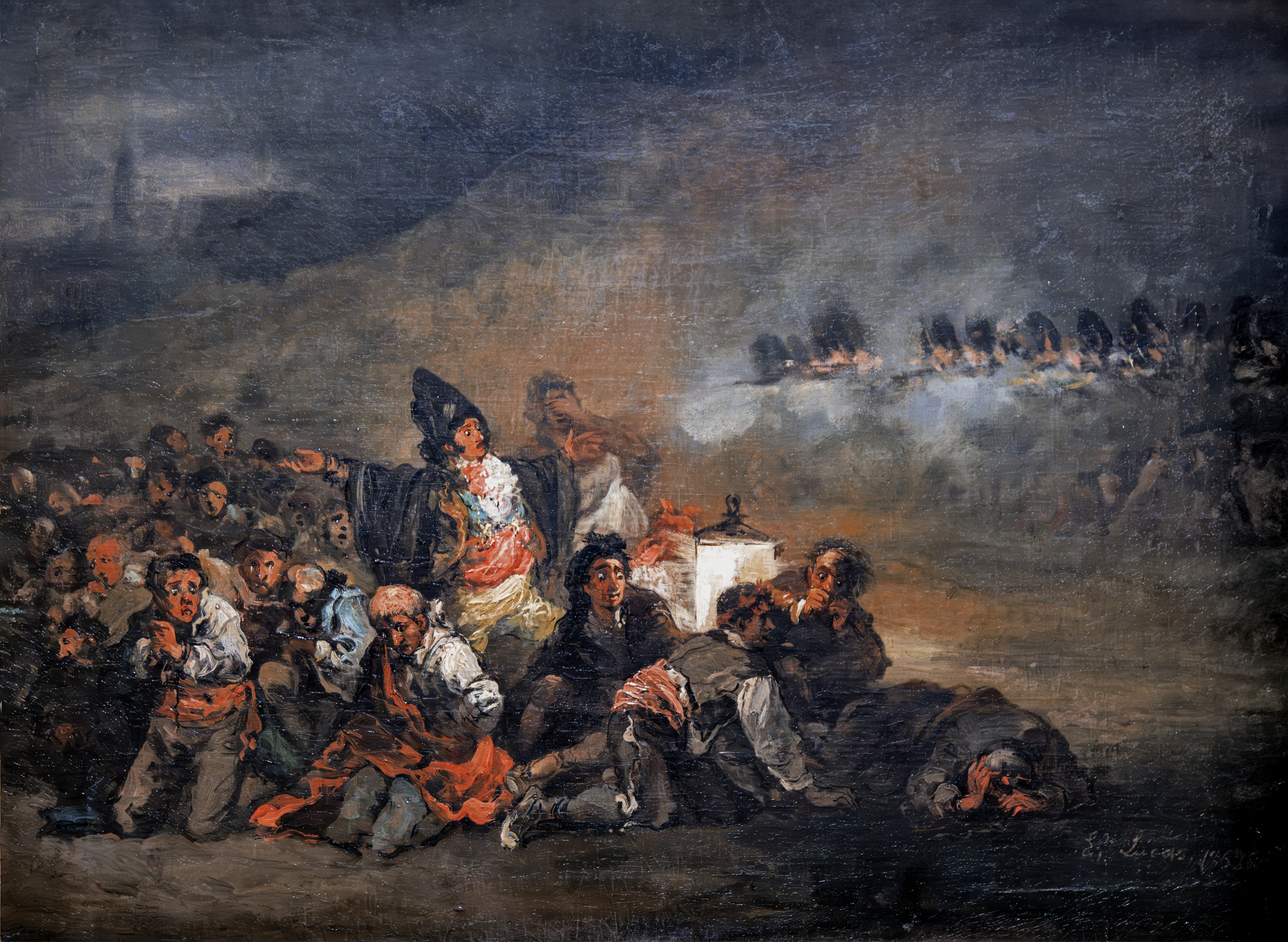
La Fusillade (1869) Musée Goya
Le garrot Musée des beaux-arts d'Agen
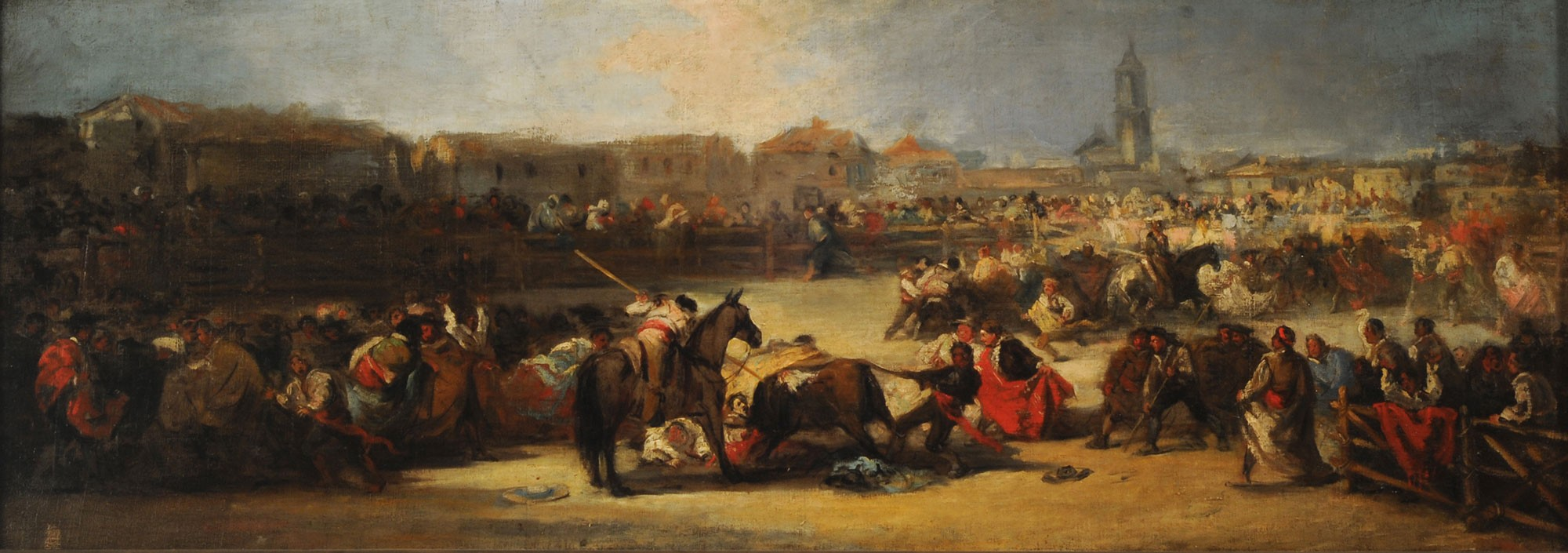
Corrida de toros en un pueblo, Buenos Aires, musée national des Beaux-Arts.